# مود مولدر
مود مولدر (بالهولندية: Maud Mulder)‏ هي مقدمة تلفزيونية ومغنية ومذيعة هولندية، ولدت في 17 نوفمبر 1981 في نايميخن في هولندا.

## وصلات خارجية
- الموقع الرسمي
- مود مولدر على موقع IMDb (الإنجليزية)
- مود مولدر على موقع ميوزك برينز (الإنجليزية)